# Alter Jüdischer Friedhof an der Hugostraße

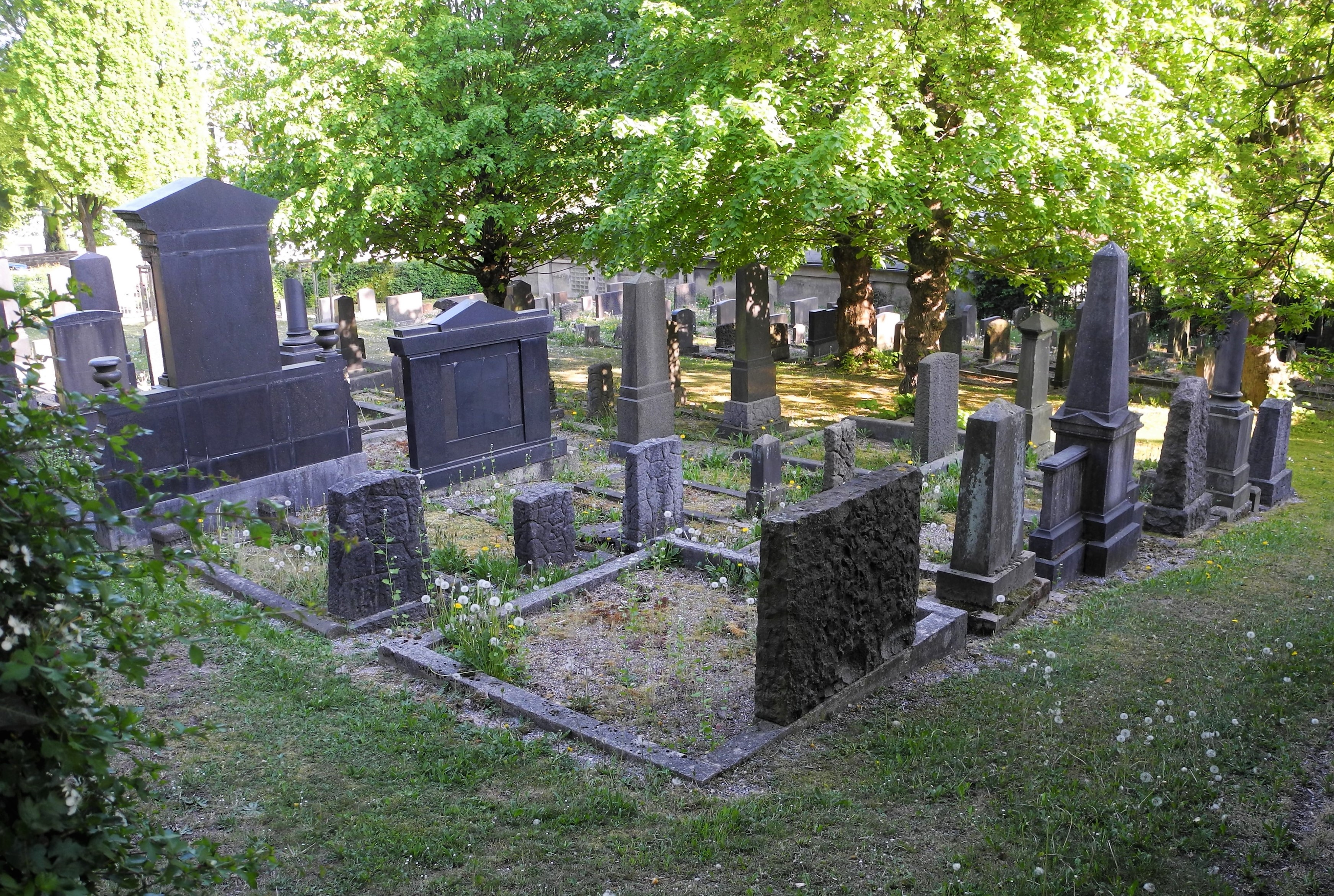
Alter Jüdischer Friedhof an der Hugostraße

Der Jüdische Friedhof an der Hugostraße ist ein Jüdischer Friedhof in der früheren Stadt Barmen, die seit ihrer Eingemeindung 1929/30 ein Stadtteil von Wuppertal (Nordrhein-Westfalen) ist. Er liegt südlich des Barmer Nordparks an der Hugostraße.

## Geschichte
Erst unter napoleonischer Herrschaft konnten sich Juden in Barmen niederlassen. Die Synagogengemeinde entstand 1894 als Abspaltung der Elberfelder Gemeinde. Die Größe belief sich 1812 auf 10, 1818 auf 16, 1885 auf 312 und 1932 auf ca. 730 Angehörige. Die Barmer Juden besuchten zunächst die Gottesdienste in Elberfeld, Schwelm und Wichlinghausen. Ab 1886 fanden dann Gottesdienste in Barmen statt und 1897 konnte eine eigene Synagoge eingeweiht werden, die 1938 durch Brandstiftung zerstört wurde.
Der Jüdische Friedhof an der Hugostraße in Barmen wurde von 1895 bis 1963 belegt, er ist heute noch mit 208 Grabsteinen erhalten.